# Bătălia de la Prohorovka
Bătălia de la Prohorovka (12 iulie 1943) s-a dat pe Frontul de Est în al Doilea Război Mondial ca parte a bătăliei de la Kursk din Uniunea Sovietică (circa 435 km sud de Moscova). În principal, Armata a 4-a Panzer a Wehrmachtului s-a ciocnit cu Armata a 5-a Gardă Tancuri din cadrul Armatei Roșii. A fost una dintre cele mai mari bătălii de tancuri din istoria militară.
La 5 iulie 1943, Oberkommando der Wehrmacht a lansat Operațiunea Citadela. Scopul înaltului comandament german era cel de a distruge considerabilele forțe sovietice din proeminența Kursk. Distrugerea Armatei Roșii de pe câmpul de luptă ar fi redat Wehrmachtului inițiativa strategică pe Frontul de Est. Operațiunea urma să fie efectuată de cinci armate germane, care urmau să prindă într-o manevră de clește de fiecare parte a proeminenței Kursk.
Comandamentul Suprem sovietic, Stavka, a prevăzut atacul german și a pregătit o defensivă în adâncime, conform teoriei militare a operațiunilor în profunzime. Mareșalul sovietic Gheorghi Jukov l-a convins pe Iosif Stalin că Armata Roșie trebuie să rămână în defensivă și să provoace lupte de uzură cu armata germană. După ce forțele germane aveau să fie suficient de uzate de defensiva sovietică, sovieticii aveau să-și folosească rezervele operaționale într-o contraofensivă care să distrugă primele linii germane.
În bătălia de la Kursk, forțele germane au fost oprite pe sectorul nordic Oriol. În sud însă, formațiunile din Wehrmacht și Waffen-SS au reușit o pătrundere mai adâncă, apropiindu-se de Prohorovka. Armata Roșie a fost obligată să-și angajeze rezervele mai curând decât ar fi dorit. Ciocnirea de blindate care a urmat a avut loc la 12 iulie 1943 și a devenit cunoscută ca una din cele mai mari bătălii de tancuri din istorie.
Ea a fost punctul de cotitură al ofensivei germane de încercuire a forțelor sovietice în proeminența Kursk. Asaltul german a eșuat în realizarea obiectivului său. Sovieticii au reușit să câștige o serie de ciocniri și i-au împiedicat pe germani să le rupă liniile, dar atacurile sovietice asupra pozițiilor germane au fost și ele respinse. La sfârșitul bătăliei ambele armate suferiseră pierderi grele. Sovieticii au pierdut mai mulți oameni, dar resursele umane operaționale și strategice, precum și rezervele materiale au permis Armatei Roșii să păstreze inițiativa strategică și operațională.

## Context
În iarna 1942–1943, armata a 6-a germană fusese pierdută în bătălia de la Stalingrad. Operațiunile sovietice care au urmat, Operațiunea Uranus, Operațiunea Furtună de Iarnă și Operațiunea Micul Saturn au amenințat poziția Grupului de Armate Sud. Operațiunile sovietice, dacă aveau să reușească, puteau distruge întregul grup. Aceste operațiuni au dus la eliberarea a mare parte din Caucaz de sub ocupație germană, cu pierderi estimate la 70.000 de morți pentru sovietici. Dornic de alte victorii, Stalin ordonase Armatei Roșii să încercuiască Grupul de Armate Sud printr-o înaintare viguroasă până la Rostov pe Don.
Armata Roșie a înaintat, dar s-a întins prea mult. Erich von Manstein a observat acest lucru și a organizat o contraofensivă improvizată, ce a avut ca rezultat a treia bătălie de la Harkov. Într-o repetare a evenimentelor din a doua bătălie de la Harkov, forțe germane mobile au prins în clește flancurile vârfului de lance sovietic și le-au distrus. Victoria germană a permis forțelor Wehrmachtului și SS-ului să recucerească Harkovul la 14 martie 1943 și să împingă Armata Roșie înapoi peste Don. Prin aceste acțiuni, ei au reușit și să creeze o proeminență a frontului în interiorul liniilor sovietice, pe o distanță de 240 km de la nord la sud. Germanii au luat circa 9.000 de prizonieri și au numărat 23.000 de morți sovietici. Cifrele sovietice dau 45.000 de morți și prizonieri.

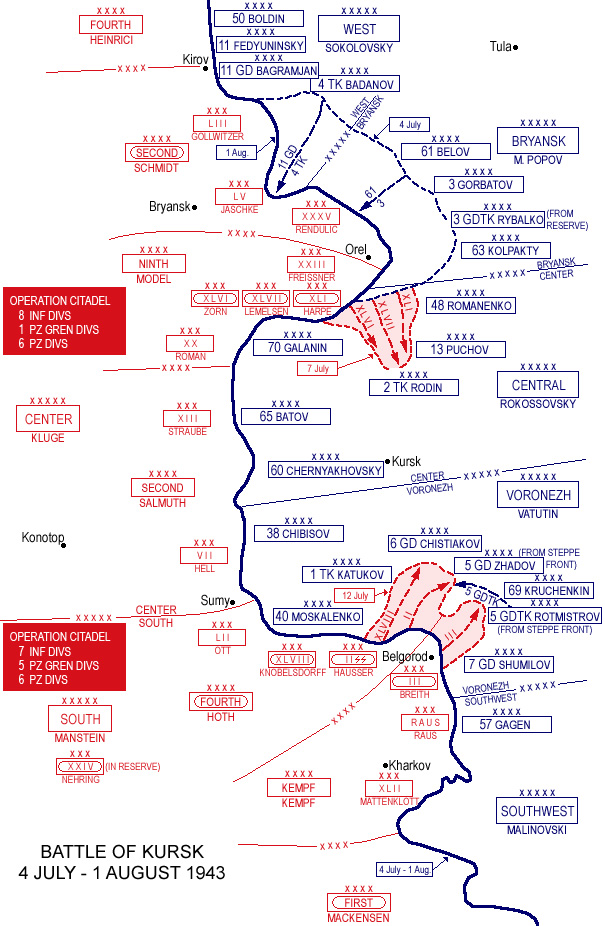
Bătălia de la Kursk. Bătălia de la Prohorovka a avut loc pe proeminenţa Belgorod-Kursk din sud

Forțele germane au recucerit Belgorodul, de la sud de Kursk, dar Kurskul a rămas în mâinile sovieticilor. Înaintarea germană dincolo de Harkov a fost oprită pe măsură ce rezistența sovietică a crescut în intensitate. Niciuna din tabere nu avea forța să continue operațiuni ofensive, și astfel s-a format proeminența Kursk.
Adolf Hitler și înaltul comandament german au ales relativ îngustul sector Kursk pentru următoarea ofensivă majoră într-o tentativă de a zdrobi rezervele operaționale și strategice sovietice. Astfel, se dorea restaurarea echilibrului pe frontul de est și recucerirea inițiativei strategice.
Serviciile de informații sovietice au anticipat că proeminența Kursk avea să fie centrul unei ofensive germane majore în vară. Apărarea strategică sovietică a Kurskului, spre deosebire de cea a Moscovei din 1941, nu avea să aibă loc pe întregul front. Aceasta a permis sovieticilor să pregătească o apărare puternică în profunzime, de până la 100 km. Sovieticii au angajat 10 fronturi de armată, cu 40 de armate combinate și cinci armate de tancuri pe un front de 2000 de kilometri până la o adâncime de 600–700 kilometri. Stavka a autorizat o strategie defensivă cu scopul de a uza vârful de lance german, obligându-l să pătrundă prin multiple linii de poziții puternic fortificate, apărate de unități sovietice din arme combinate. Când ofensiva germană a pierdut din putere, rezervele operaționale de blindate ale sovieticilor urmau să intre în acțiune pentru a contraataca și a distruge inamicul slăbit.

## Forțele

### Germanii
Forțele germane implicate proveneau în principal din trei divizii Waffen-SS, care toate suferiseră pierderi în zilele precedente. Divizia 1 Leibstandarte SS Adolf Hitler, Divizia 2 SS Das Reich și divizia 3 SS Totenkopf demaraseră ofensiva cu 456 de tancuri și 137 de tunuri de asalt, între care 35 tancuri Tiger I. Este posibil ca și o altă brigadă să fi fost implicată în lupte, și anume Brigada 10 Panzer, înființată la 23 iunie 1943 care avea 45 de tancuri Tiger, care se poate să se fi alăturat Diviziei 2 SS Panzer Das Reich, ceea ce ar fi ridicat numărul tancurilor Tiger la 70. Numărul total de tancuri și baterii de asalt disponibile la 11 iulie era de circa 400, inclusiv 70 Tiger.
Sursele sovietice susțin că germanii aveau 500–700 de tancuri. Sursele germane nu sunt complete în ce privește numărul tancurilor la 12 iulie. Conform surselor germane disponibile, erau disponibile 294 de tancuri germane la 11 iulie în Diviziile 1, 2 și 3 SS Grenadieri Panzer (77, 95, respectiv 122 de tancuri). A doua zi, la 12 iulie, numărul exact pentru Divizia 1 SS Grenadieri Panzer este necunoscut, dar numărul tancurilor din celelalte două divizii era 103, respectiv 121. La 13 iulie, rapoartele arată 70, 107 și respectiv 74 de tancuri disponibile. Până la 14 iulie, rămăseseră 78, 115, respectiv 73 de tancuri. La 15 iulie, s-a înregistrat o scădere generală la 85, 99 și 77. Ultimele date, cele pentru 16 iulie, prezintă 96, 103 și 96 de tancuri operaționale pentru cele trei divizii. SS Panzerkorps II a început bătălia de la Kursk cu 494 de tancuri; până la 12 iulie forța sa scăzuse cu exact 200.
Forța aeriană germană era compusă dintr-un Korps Luftwaffe, denumit VIII. Fliegerkorps. El avea 966 de avioane la dispoziție la 5 iulie 1943. În săptămâna anterioară luptelor, pierderile fuseseră scăzute. Între 5–8 iulie, Generalquartiermeister der Luftwaffe a raportat pierderea a doar 41 de avioane. Pierderile din perioada 8–11 iulie nu sunt cunoscute cu precizie, deși se știe că s-au pierdut cu totul circa 220 de avioane în ramura sudică a proeminenței Kursk între 5–31 iulie.

### Sovieticii
De partea sovietică, principala formațiune implicată a fost Armata a 5-a Gardă Tancuri. Numărul total de tancuri ale armatei se ridica la circa 800–850 de tancuri, dar majoritatea lor erau tancuri ușoare T-70.
Armata a 5-a Gardă Tancuri avea circa 409 T-34, 188 T-70, 31 de tancuri Churchill, 48 tunuri autopropulsate de tipul SU-122 și SU-76, precum și un număr mic de tancuri grele KV-1. Contrar unor relatări ale bătăliei, nu au fost implicate în luptă tunuri de asalt SU-152 sau SU-85. Conform surselor sovietice, aceste cifre nu includ Corpul 2 Tancuri, Corpul 2 Gardă Tancuri sau Regimentul 1529 Artilerie autopropulsată.
Armata Roșie a aliniat Corpurile 2 Gardă Tancuri, 29 Tancuri și 18 Tancuri în primul eșalon. Corpul 5 Mecanizat împreună cu deja slăbitul Corp 2 Tancuri au fost păstrate în rezervă. Corpul 18 Tancuri avea 144 de tancuri în după-amiaza zilei de 11 iulie, în timp ce Corpul 29 Tancuri avea 212 tancuri și baterii de artilerie autopropulsate. Împreună cu formațiunile angajate de-a lungul zilei, numărul de tancuri sovietice implicate în luptă s-a ridicat probabil pe la 500.
Armata 1 Tancuri a atacat și elemente din Panzerkorps XLVIII, dar aceste atacuri nu au fost legate direct de bătălia de tancuri de la Prohorovka.
În total, un număr de minimum 294 vehicule blindate de luptă germane și 616 sovietice, și maximum 429 germane și 870 sovietice au fost implicate în bătălia de la Prohorovka.
Aviația sovietică a avut o slabă concentrare de forțe. Armata a 2-a Aeriană, deși suferise pierderi grele cu o săptămână în urmă, a putut aduna doar 472 de avioane operaționale. Din această flotă, 266 erau avioane de luptă, 160 bombardiere rusești și 90 Șturmovikuri Iliușin Il-2. Armata a 17-a Aeriană a fost și ea angajată în luptă; deși fusese afectată de pierderi grele, și ea a reușit să introducă în luptă circa 300 de avioane operaționale. Astfel, forțele aeriene erau echilibrate, utilizarea lor judicioasă devenind imperativă pentru ambele părți.

## Preludiul bătăliei

### Înaintarea germană înainte de Prohorovka
După mai multe întârzieri cauzate de așteptarea de nou echipament pe front, ofensiva germană a fost lansată la 5 iulie 1943. 4.Panzer-Armee condusă de generaloberst Hermann Hoth, având în față SS-Panzerkorps, a înaintat cu greu pe o distanță de 15–25 km ticsită cu aglomerări de câmpuri minate, infanteriști în tranșee și baterii antitanc aranjate în zone elaborate de tip pakfront. Atacul a pătruns în al treilea nivel defensiv pe o adâncime de 35 de kilometri dar a fost oprit de Armata 1 Tancuri sovietică.
Între 5 și 11 iulie, II SS Panzerkorps a fost aproape de a crea o breșă între Armata 1 Tancuri și Armata 64 sovietice. Bătăliile au fost dificile, dar Armata a 4-a Panzer reușise să pătrundă prin principalele zone defensive sovietice. Germanii au susținut că au distrus 1.000 de tancuri sovietice de la 5 iulie. Doar 48 Panzer Korps a susținut că ar fi eliminat 1.300 de soldați sovietici și că a luat 7.000 prizonieri. Același corp a susținut că ar fi distrus sau capturat 170 de tancuri și 180 de mortiere grele sovietice împreună cu numeroase piese de artilerie și baterii antitanc.
II. SS Panzerkorps a pătruns prin linia a treia de apărare sovietică la Prohorovka. Germanii au crezut că au creat o breșă și că a doua zi urmează să profite de ocazie. Ei credeau că învinseseră ultimele unități sovietice de rezervă, dar nu știau că Frontul Stepa condus de Ivan Konev era pregătit ca rezervă pentru contraatac. După succesul german de până la 11 iulie și în pofida protestelor lui Konev, Jukov a permis Stavkăi să elibereze două armate rusești, Armata a 5-a Gardă Tancuri condusă de general Pavel Rotmistrov și Armata a 5-a Gardă din Frontul Stepa, pentru a trata pericolul german. Divizia 42 Pușcași Gardă a fost angajată imediat. După un marș forțat pe drum, forțele rusești au ajuns la Prohorovka în noaptea de 11 iulie.
Fronturile sovietice erau pregătite acum să lanseze contraatacul.

### Planurile ofensive ale germanilor
Planul germanilor la Prohorovka era de a continua cu planul general al campaniei Citadela obligând forțele defensive sovietice din sud să se deschidă și de a face joncțiunea cu ramura nordică a încercuirii la Kursk. Atacul a coincis cu un efort al 48 Panzerkorps de a traversa râul Psiol către sud-vest. Gara Prohorovka era principala țintă a atacului. Se spera că ocuparea ei ar putea permite o pătrundere a Armatei a 4-a Panzer în acest sector. Aceasta ar fi putut face ca Wehrmachtul să poată pătrunde în profunzimile operațională și strategică a spatelui frontului sovietic, finalizând încercuirea trupelor sovietice la Kursk.

### Planurile de contraatac ale sovieticilor
Bătălia de la Kursk ajunsese la punctul său critic în zilele de 11 și 12 iulie. Penetrarea încercată de II SS Panzerkorps a reușit să ducă la o pătrundere până la gara Prohorovka și amenința să încercuiască Armata 1 Tancuri sovietică. Gara se afla în inima fortificațiilor Frontului Voronej. La 11 iulie, mareșalul Jukov a ordonat ca la 12 iulie să înceapă o contraofensivă cu cinci armate sovietice, inclusiv două din Frontul Stepa, îndreptată împotriva vârfului de lance.
Armatele sovietice, împreună cu Armata 1 Tancuri condusă de general-maior Mihail Katukov urmau să atace forțele germane și să izoleze penetrarea din Prohorovka, încercuind și distrugând forțele germane avansate. Atacul Armatei a 5-a Gardă Tancuri a fost îndreptat către SS-Panzerkorps, în vreme ce restul de trei armate atacau XLVIII Panzerkorps și Corpul de Armată LII.
Planul de atac pentru Armata a 5-a Gardă Tancuri avea deficiențe majore, prin aceea că neglija pregătirea artileriei, ordona tanchiștilor sovietici să se folosească de viteza sporită pentru a compensa deficiența de blindaj și armament a tancurilor lor și plasa atacul principal într-un sector în care forțele germane erau într-o oarecare măsură protejate de un șanț antitanc săpat chiar de sovietici. Mai mult, mare parte din aviația sovietică era concentrată pe flancul nordic al sectorului de sud, lăsând Luftwaffe să controleze complet cerul de deasupra Prohorovkăi. Pentru a face lucrurile și mai complicate, sistemul de comunicație aer-sol al sovieticilor s-a defectat, ceea ce a dus la pierderi mari cauzate rușilor de aviația germană în primele ore.

## Desfășurarea bătăliei

### Luptele de dimineață
La orele 06:50 în ziua de 12 iulie, II SS Panzerkorps a început atacul. În același timp, și sovieticii au demarat manevrele ofensive. Avioanele de ambele părți au sosit deasupra punctelor de susținere și s-a iscat o mare luptă aeriană. Corpul II SS a raportat „activitate aeriană inamică foarte puternică[...] la 07:10". Pentru prima oară în bătălia de la Kursk, armatele aeriene sovietice au efectuat mai multe zboruri operative decât Luftwaffe în sectorul de sud. Armatele Aeriene 17 și 2 au efectuat 893 de zboruri, în timp ce VIII. Fliegerkorps a efectuat circa 654 de misiuni.
Unitățile Luftwaffe au primit din partea comandantului VIII. Fliegerkorps, Hans Seidemann, ordin să se concentreze pe acoperirea înaintării Corpului II SS. Atacul 48 Panzerkorps din nord urma să primească doar susținere sporadică din partea Jagdgeschwader 3 și Jagdgeschwader 52. Bătălia aeriană a devenit critică pentru succesul atacurilor forțelor terestre sovietice, respectiv germane. Fără susținere aeriană defensivă, și în fața atacurilor aeriene sovietice, 48 Panzerkorps a fost împins în defensivă. Divizia 11 Panzer a raportat: „exista activitate aeriană germană, dar mai mult sovietică, inclusiv unele atacuri cu bombardiere în picaj”.
Pentru a crește presiunea, 48 Panzerkorps a fost atacată de Corpul 10 Tancuri sovietic și de Armata 1 Tancuri sovietică. Luftwaffe a răspuns însă cu misiuni de atac la sol. Aparatele Heinkel He 111 au produs mari pierderi Armatei a 69-a sovietice și Armatei a 5-a Gardă Tancuri. În acest sector în ziua de 12 iulie, avioanele de vânătoare nu au raportat nicio pierdere.
Un rezultat al lipsei de activitate a Luftwaffe în zona 48 Panzerkorps a fost oprirea ofensivei Panzerkorps. Lipsit de aportul unor atacuri diversioniste, II SS și-a lansat asaltul împotriva Armatei a 5-a Gardă Tancuri. Atât aceasta din urmă, cât și II SS, și-au lansat ofensivele simultan. Planul german era ca Divizia a 3-a Totenkopf să lanseze un atac la nord de Psiol pentru a extinde capul de pod ce fusese câștigat acolo. Divizia 2 Das Reich și Divizia 1 Leibstandarte SS nu au fost implicate în acest atac, având misiuni defensive până când Totenkopf urma să raporteze succesul.
Atacul sovietic a început la orele 09:15. General-locotenent Rotmistrov a angajat circa 430 de tancuri și tunuri de asalt într-un atac frontal, cu încă 70 venind în al doilea val. Atacul s-a soldat cu un dezastru. Luftwaffe a răspuns rapid la cererile de susținere aeriană și mari formații de Junkers Ju 87 Stukas, bombardiere Focke-Wulf Fw 190 și avioane antitanc Henschel Hs 129 echipate cu tunuri automate BK 37 de 37 mm Bordkanone au apărut deasupra formațiunilor blindate sovietice. Tancurile sovietice au fost prinse în câmp deschis. Cu ajutorul artileriei și al tirului de tancuri, germanii au învins atacul. Câmpul de luptă era acoperit cu fum gros de la tancurile sovietice explodate, ceea ce a redus drastic vizibilitatea pentru ambele părți. Brigada 31 Tancuri sovietică de pe lângă Corpul 29 Tancuri a raportat: „suferim pierderi grele la tancuri din cauza artileriei și avioanelor inamice. La orele 10:30 tancurile noastre au ajuns la ferma colectivă Komsomoleț, dar din cauza atacurilor aeriene permanente, nu au reușit să înainteze mai mult și au trecut în defensivă”. În total Armata a 5-a Gardă Tancuri, Corpul 18 Tancuri și Corpul 29 Tancuri ale sovieticilor au pierdut circa 400 din cele 800 de tancuri ale lor în atacul de dimineață.
Unul din motivele pentru aceste eșecuri a fost lipsa unui sistem eficient aer-sol din partea sovieticilor. Unitățile de atac aerian ale sovieticilor nu au reacționat suficient de rapid la manevrele bruște ale inamicului. Mai mult, Armatele Aeriene a 2-a și a 17-a au fost concentrate pe 48 Panzerkorps dându-i Luftwaffe acces neîngrădit la blindatele sovietice expuse. Comandantul Corpului 31st Tancuri sovietic a raportat: „acoperirea noastră aeriană a fost cu totul absentă până la orele 13:00”. Armata a 5-a Gardă Tancuri s-a plâns: „avioanele inamice au stat literalmente agățate deasupra formațiunilor noastre de luptă în toată bătălia, în timp ce avioanele noastre, și îndeosebi cele de vânătoare, erau cu totul insuficiente”.

### Bătăliile din timpul după-amiezii

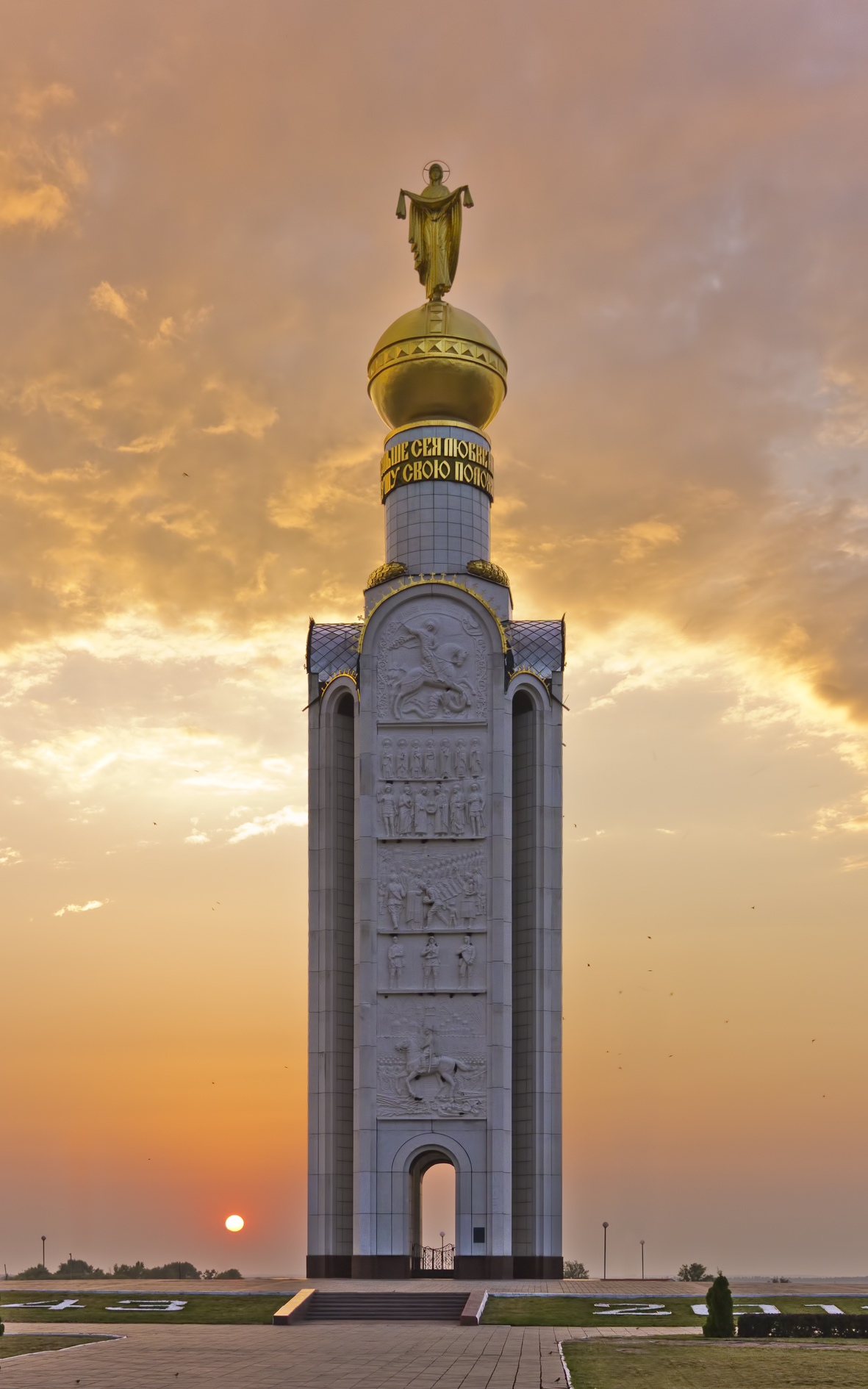
O clopotniţă ce comemorează victoria sovietică de pe câmpia de la Prohorovka.

Rezervele Armatei a 5-a Gardă Tancuri a trebuit să fie trimise în sud, pentru a apăra împotriva unui atac german efectuat de III Panzerkorps. Cu pierderea acestor rezerve, s-a pierdut și orice speranță de a provoca o înfrângere majoră pentru SS Panzerkorps. Dar și înaintarea germană a eșuat. În pofida pierderilor uriașe, armatele sovietice de tancuri au rezistat și au împiedicat II SS să le rupă liniile. Majoritatea bătăliilor de tanc s-au dat la mică distanță, întrucât sovieticii trăseseră învățăminte din înfrângerea de dimineață. Pierderile umane s-au cifrat la circa 5.500 de partea sovietică și 850 de cea germană. Pierderile la nivelul tancurilor sunt în dispută, dar în mod sigur s-au pierdut circa 300 de blindate sovietice și 70–80 germane în acțiunile ofensive ale germanilor.

## Urmări
Deși pierderile celor două părți nu pot fi stabilite cu exactitate, rezultatul strategic este mai clar. Nici Armata a 5-a Gardă Tancuri și nici Corpul II SS Panzer nu și-au îndeplinit în acea zi misiunea.
Un alt aspect este acela că atacurile bruște și violente ale rezervelor sovietice, precum și necesitatea de a opri atacul Armatei a 9-a germane pe proeminența nordică a frontului de la Kursk datorată Operațiunii Kutuzov au contribuit la hotărârea lui Adolf Hitler de a întrerupe atacul, hotărâre ale cărei implicații l-au făcut „să [i] se facă rău” când s-a gândit prima oară la ele. Un atac paralel al Armatei Roșii împotriva noii Armate a 6-a de pe râul Mius de la sud de Harkiv necesita retragerea forțelor de rezervă care ar fi putut exploata orice succes de pe ramura sudică a Kurskului, iar OKW-ul a trebuit și să aducă trupe germane de pe frontul de est pentru a susține teatrul de lupte din Mediterana după invazia anglo-americană a Siciliei de la 10 iulie 1943.
Indiferent de rezultatul tactic, bătălia de la Prohorovka a fost transformată într-o unealtă de propagandă și promovată ca victorie operațională pentru Armata Roșie. Sovieticii nu au fost însă nici învinși, ceea ce a avut un impact semnificativ asupra deciziilor germane viitoare.
A devenit clar și că avantajul german în ce privește calitatea pregătirii ofițerilor și soldaților se erodează și că sovieticii încrezători sunt gata să demareze ofensive mai mari și să împingă forțele germane înapoi spre Germania. Din acest punct, inițiativa strategică avea să rămână în întregime de partea Armatei Roșii.

## Galeria comandanților

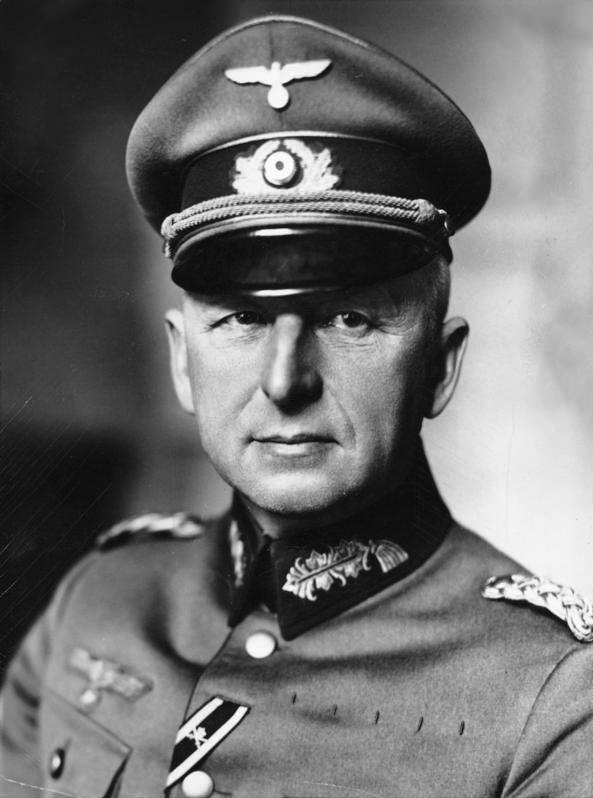
Erich von Manstein
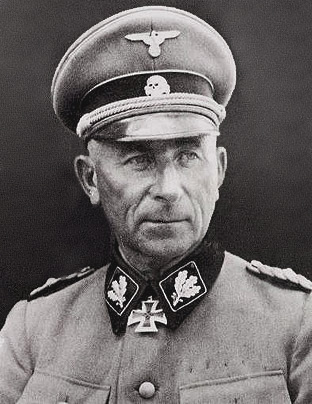
Paul Hausser